# David Mdivani
David Mdivani (* 14. Februar 1904 in Tiflis; † 5. August 1984 in Los Angeles, Kalifornien) war einer der fünf Geschwister, die zwischen 1927 und 1935 als „Marrying Mdivanis“ berühmt wurden. Sie brachten es innerhalb weniger Jahre auf 11 Hochzeiten und 7 Scheidungen, wobei sich ihr Bekanntheitsgrad und ihr Vermögen gleichermaßen vermehrten.

## Leben
David Mdivani war der Sohn von Zakhari Mdivani, der als General unter Zar Nikolaus II. diente. Die Mutter, Elisabeth Viktorowna Sobolevska, war die Tochter eines polnischen Vaters und einer georgischen Mutter. Er hatte vier Geschwister:
- Nina Mdivani (* 27. Januar 1901; † 19. Februar 1987)
- Serge Mdivani (* 17. Februar 1903; † 15. März 1936)
- Roussadana Mdivani (* 7. Juli 1905; † 16. Dezember 1938)
- Alexis Mdivani (* 7. Februar 1908; †  1. August 1935)

Für seine militärischen Verdienste wurde Zakhari Mdivani 1914 zum Gouverneur der Stadt Batumi ernannt, und die Familie zog an die kaukasische Schwarzmeerküste, wo bereits der Großvater väterlicherseits in einem großen Haus aus Familienbesitz lebte.
Zenas Marshall Crane, ein Sohn des verstorbenen Senators von Dalton, Massachusetts, suchte Zakhari Mdivani dort 1919 auf, als er wegen Ölgeschäften in Georgien und im Kaukasus unterwegs war. Er nahm den damals 16-jährigen David und seinen Bruder Serge mit in die Vereinigten Staaten, wo sie die Phillips Academy, eine US-amerikanische Highschool mit Internat in Andover, Massachusetts, nahe Boston, besuchten.
Den anderen Mitgliedern der Familie gelang es, Georgien kurz vor der Eroberung durch die Rote Armee zu verlassen und über Konstantinopel nach Frankreich zu flüchten. 1922 traf die Familie in Paris zusammen. Seit ihrem Exil ließen sich die Geschwister als Prinzessinnen und Prinzen titulieren, was nicht legitim war, sich aber als enorm prestigeträchtig erweisen sollte. Nach dem plötzlichen Tod der Mutter kehrten die beiden älteren Söhne 1923 in die USA zurück, wo sie sich mit Gelegenheitsarbeiten über Wasser hielten. Später nahm David Mdivani einen Job als Arbeiter auf den Ölfeldern von Torrance, nahe Los Angeles an.
Durch Kontakte zu anderen Emigranten lernte er 1925 die Filmschauspielerin Pola Negri kennen. Sie war auf der Suche nach einem Bridge-Partner für ihre Mutter, der sich polnisch oder russisch unterhalten konnte. Ihre Wahl fiel auf David Mdivani, der bald regelmäßig Gast in ihrem Haus war und dadurch mit Leuten aus der Filmbranche in Kontakt kam. Der Filmproduzent Mack Sennett war von dem gut aussehenden „Prinzen“ sehr angetan und engagierte ihn 1926 für den Kurzfilm „A Small Town Princess“, der am 20. März 1927 uraufgeführt wurde. Hauptdarsteller waren Billy Bevan und Madeline Hurlock; David Mdivani verkörperte den Filmstar Lionel Lorraine. Weil er beim Erscheinen des Films anonym bleiben wollte, wurde er im Vorspann als David Manor aufgeführt.
Über Pola Negri lernte David Mdivani auch die Schauspielerin Mae Murray kennen, die zu den bestbezahlten Filmstars von Hollywood zählte. Sie fand Gefallen an dem 19 Jahre jüngeren Mann und dem Gedanken, durch Heirat „Prinzessin Mdivani“ zu werden. Dafür war sie bereit, ihrem mittellosen Ehemann ein fürstliches Leben zu bieten. Am 27. Juni 1926 fand die Hochzeit in Beverly Hills statt, Pola Negri und Rudolph Valentino waren Trauzeugen. Am 14. Mai 1927 heiratete Pola Negri in Paris Serge Mdivani, sodass die beiden Filmdiven nicht nur jeweils Prinzessin Mdivani, sondern auch Schwägerinnen waren.
Im Sommer 1928 entdeckten Reporter in Hollywood, dass Mae und David Eltern geworden waren. Ihr Sohn, den sie Koran Mdivani nannten, war angeblich im Februar 1927 zur Welt gekommen. Tatsächlich hatte Mae das Kind schon im Januar 1926 in Paris geboren. Bis heute ist nicht geklärt, ob David Mdivani der leibliche Vater war.
Die Ehe hielt nur wenige Jahre, 1931 reichte Mae Murray die Scheidung ein. In der Presse gab sie bekannt, der Prinz habe sie um ihre Karriere und ihr Geld gebracht. Er sei extrem eifersüchtig gewesen, habe sie mehrfach geschlagen und beleidigt. Inzwischen bekam sie kaum noch Filmrollen, und ihr gesamtes Vermögen hatte sich durch Verschwendung, Gerichtsprozesse und den Börsencrash in Nichts aufgelöst. Als Koran erkrankte und Mae die Behandlung nicht zahlen konnte, nahm die Familie des behandelnden Arztes den Jungen in Obhut. Im Dezember 1940 wurde er offiziell von ihnen adoptiert und erhielt den Namen Daniel Michael Cunning.
David und Serge Mdivani hatten inzwischen eine eigene Firma, die Pacific Shore Oil Company, gegründet und sechs Parzellen in den Venice-Ölfeldern, südöstlich von Santa Monica gepachtet. Obwohl sie dort auf Öl stießen, standen die Brüder 1933 vor Gericht. Man warf ihnen vor, über 30.000 Dollar veruntreut zu haben, während die Investoren – darunter ihre früheren Ehefrauen – leer ausgingen. Im Oktober 1934 schließlich wurde der Vorwurf des Diebstahls fallen gelassen. Stattdessen beschuldigte man sie in dem abgeschwächten Anklagepunkt der Verschwörung zum Zwecke einer kriminellen Handlung und verurteilte sie am Ende des Prozesses zu Geldbußen.

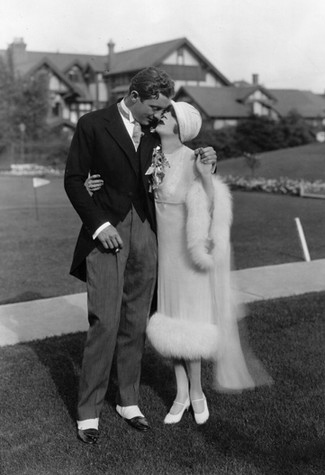
David Mdivani und Mae Murray bei ihrer Hochzeit am 27. Juni 1926 in Beverly Hills

Von 1937 bis 1939 hatte David Mdivani eine Liebesbeziehung mit der französischen Schauspielerin Arletty, die er 1937 in Venedig kennen gelernt hatte. Sie soll 1939 von ihm schwanger geworden sein, entschied sich jedoch, das Kind nicht zu bekommen.
Nach Kriegsausbruch kehrte er in die USA zurück und ließ sich in Palm Beach nieder. Dort heiratete er 1944 Virginia Sinclair, Erbin des Öl-Tycoons Harry Ford Sinclair. Ein Jahr später wurde der gemeinsame Sohn, Michael Sinclair Mdivani, geboren.
Im Oktober 1959 reichte Virginia Sinclair-Mdivani die Scheidung wegen „Grausamkeit“ ein. David Mdivani konterte mit einer Attacke gegen Virginias lesbische Freundin Virginia Kent Catherwood. Es war bekannt, dass sie eine Freundin von Patricia Highsmith war und dieser 1952 als Vorbild für die Figur der Carol in dem Roman Salz und sein Preis gedient hatte. David Mdivani verklagte sie auf eine Million Dollar Schmerzensgeld mit der Begründung, sie habe seine Frau auf bösartige und abartige Weise gegen ihn beeinflusst und dadurch eine seit 14 Jahren glücklich bestehende Ehe zerstört. Die Klage wurde schließlich zurückgezogen, nachdem Virginia Sinclair sich bereit erklärt hatte, zu ihrem Mann zurückzukehren.
1963 verlangte Virginia Sinclair zum zweiten Mal die Scheidung, ein Jahr später wurde das Urteil rechtskräftig. Nach Virginias Tod 1979 kehrte David Mdivani in das Familienanwesen zurück, wo er gemeinsam mit seinem Sohn Michael lebte.
David Mdivani starb am 5. August 1984 im Alter von 80 Jahren. Er wurde in Los Angeles beigesetzt, auf seinem Grabstein steht die Inschrift Loving Father.